# Бистрица Клодска
Бистрица Клодска (пољ. Bystrzyca Kłodzka) град је у Клодском повјату, Војводство Доња Шлеска. Кроз град пролази река Ниса Клодска. Град броји 11.300 становника (2003).
.

## Демографија
| 2011.  | 2012.  |
| ------ | ------ |
| 10.652 | 10.552 |

## Партнерски градови
- Амберг
- Усти на Орлици